# Lones Wigger
Lones Wesley Wigger Jr. (Great Falls, 25 agosto 1937 – Colorado Springs, 14 dicembre 2017) è stato un tiratore a segno statunitense. Wigger è stato membro della squadra olimpica degli Stati Uniti in tre occasioni, vincendo due medaglie d'oro olimpiche ed una d'argento. Ha prestato servizio nell'esercito degli Stati Uniti come tenente colonnello.

## Carriera
Wigger è spesso considerato come il più grande tiratore agonistico di carabina che abbiano mai avuto negli Stati Uniti d'America. Ha partecipato alle Olimpiadi del 1964, 1968 e 1972, ha tenuto o co-detenuto 27 record mondiali, di cui 14 a squadre e 13 individuali. Ha vinto 58 campionati nazionali di quasi tutte le specialità a partire dal 1963. È stato membro di 16 importanti squadre internazionali degli Stati Uniti, a partire dai Giochi Panamericani del 1963 e il suo palmarès comprende: 22 medaglie d'oro ai Campionati del mondo (due individuali, 20 a squadre) e sette titoli panamericani, oltre ai già citati 2 titoli olimpici e 58 titoli nazionali.
Alle Olimpiadi di Tokyo 1964 vinse la medaglia d'oro nella carabina piccola 50 metri 3 posizioni e la medaglia d'argento nella carabina piccola 50 metri a terra, mentre alle Olimpiadi di Monaco 1972 vinse la medaglia d'oro nella carabina libera 300 metri 3 posizioni e giunse 7° nella carabina piccola 50 metri a terra. Alle Olimpiadi di Città del Messico 1968 non ottenne medaglie e terminò al 25º posto nella carabina piccola 50 metri a terra.
Come militare, Wigger ha comandato la 23ª Divisione Scuola Fucilieri di Fanteria in Vietnam nel 1971.
I suoi tre figli Deena, Ron e Danny sono stati anch'essi tiratori. Morì il 14 dicembre 2017 nella sua casa di Colorado Springs per le complicazioni dovute ad un cancro al pancreas.